# Dragomirești (okręg Neamț)
Dragomirești – wieś w Rumunii, w okręgu Neamț, w gminie Dragomirești. W 2011 roku liczyła 160 mieszkańców.